# Charles Pic
Charles Pic (Montélimar, 1990. február 15. –) francia autóversenyző, 2012-ben a Marussia második számú versenyzőjeként vett részt, majd 2013-tól a Caterham pilótája volt a Formula 1-ben. Testvére Arthur Pic szintén autóversenyző.

## Pályafutása

### Gokart
Pic sikeres Gokart karriert tudhat maga mögött, kisebb bajnokságok és az egyéni versenyeket nyert és megnyerte az Európa-bajnokság ICA Junior-t.

### Formula Renault
Pic versenyzett a Formula Renault Campus Franciaországban 2006-ban, ahol harmadik helyen végzett. 2007-ben a Championnat de France Formula Renault 2.0 és a Eurocup Formula Renault 2.0 szerepelt, s negyedik, illetve a harmadik helyen végzett a bajnokságban.

### Formula Renault 3.5 Series

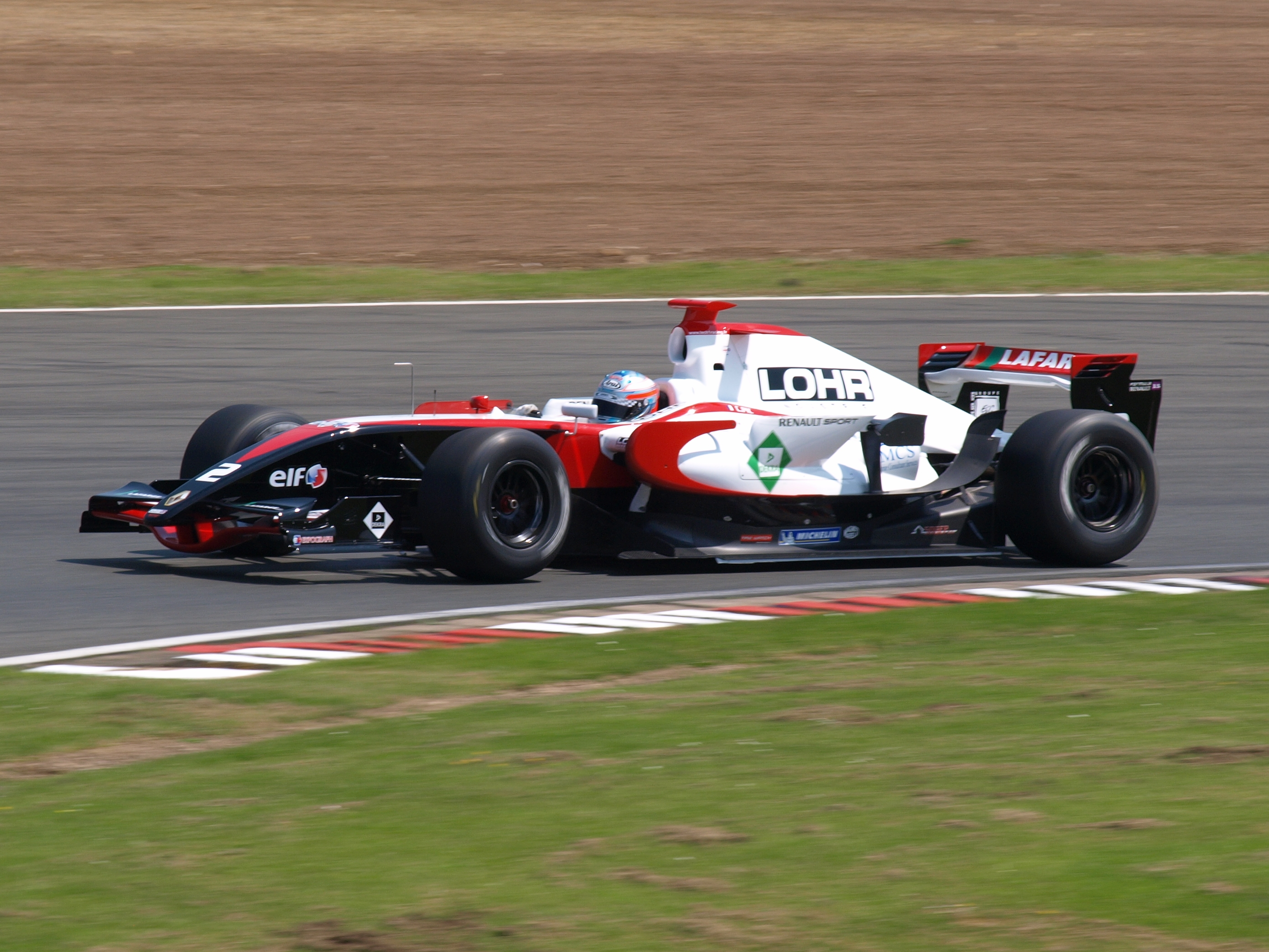
Pic a Tech 1 Racing csapatnál a Silverstone-i versenyen a 2008-as Formula Renault 3.5 Series szezonban

2008 elején a Tech 1 Racing csapatához írt alá, csapattársa Julien Jousse volt, hatodik helyen végzett a bajnokságban, két győzelem a Circuit de Monaco futamon - pole pozíció és a leggyorsabb kör - és a Le Mans-i futam. A 2009-es szezonban Brendon Hartley és egy-egy futamra Edoardo Mortara és Daniel Ricciardo voltak a csapattársai. A Circuit de Catalunya a második futamon pole pozícióból indult és megfutotta a verseny leggyorsabb körét, de nem tudta megtartani vezető helyét és csak a hatodik helyen ért célba. Silverstone-ban pole-ból a leggyorsabb körön át a futam győzelemig minden összejött neki a második futamon. A Autódromo Internacional do Algarve nevű portugál versenyen az első futamon leggyorsabb időt autózta a futamon. A Nürburgring-en a második futamot megnyerte. A bajnokságban a harmadik helyen zárt a bajnok Bertrand Baguette és a második Fairuz Fauzy mögött.

### GP2
Pic a Arden International debütált a GP2-ben a GP2 Asia Series-ben és a GP2-ben is. Pic első győzelmét a bahreini sprint futamon szerezte meg a GP2 Asia Series-ben. A GP2-ben rögtön az első versenyt megnyerte a spanyol nagydíjat. A szezont a tizedik helyen fejezte be.
A 2011-es szezonban a Barwa Addax csapatba igazolt, csapattársa Giedo van der Garde lett. A GP2 Asia Series-ben nem sikerült pontot szereznie, de a GP2-ben sikerült a Spanyol nagydíjat megnyernie, kettős győzelmet arattak csapattársával. Második győzelme a szezonban a monacói sprintversenyen történt, ezzel a győzelmével följött a harmadik helyre a bajnokságban. Ezután pole pozíciót szerzett Valenciában, pontot nem sikerült szereznie. A szezont végül a negyedik helyen fejezte be, három ponttal megelőzve a csapattársát, Giedo van der Garde-t.

### Formula–1
2011 novemberében debütált Formula–1-es autóban, a Marussia Virgin Racing autóját vezette a fiatal versenyzőknek tartott teszten Abu Dzabiban.

#### Marussia F1 (2012)
Felröppent a hír, hogy a 2012-es szezonban a Virgin csapatában fog versenyezni. A 2011-es brazil nagydíjon bejelentették, hogy ő lesz Timo Glock csapattársa. Azt is megerősítették, hogy Pic mentora az egykori F1-es pilóta és honfitársa, Olivier Panis lett.

##### 2012 - A debütáló év

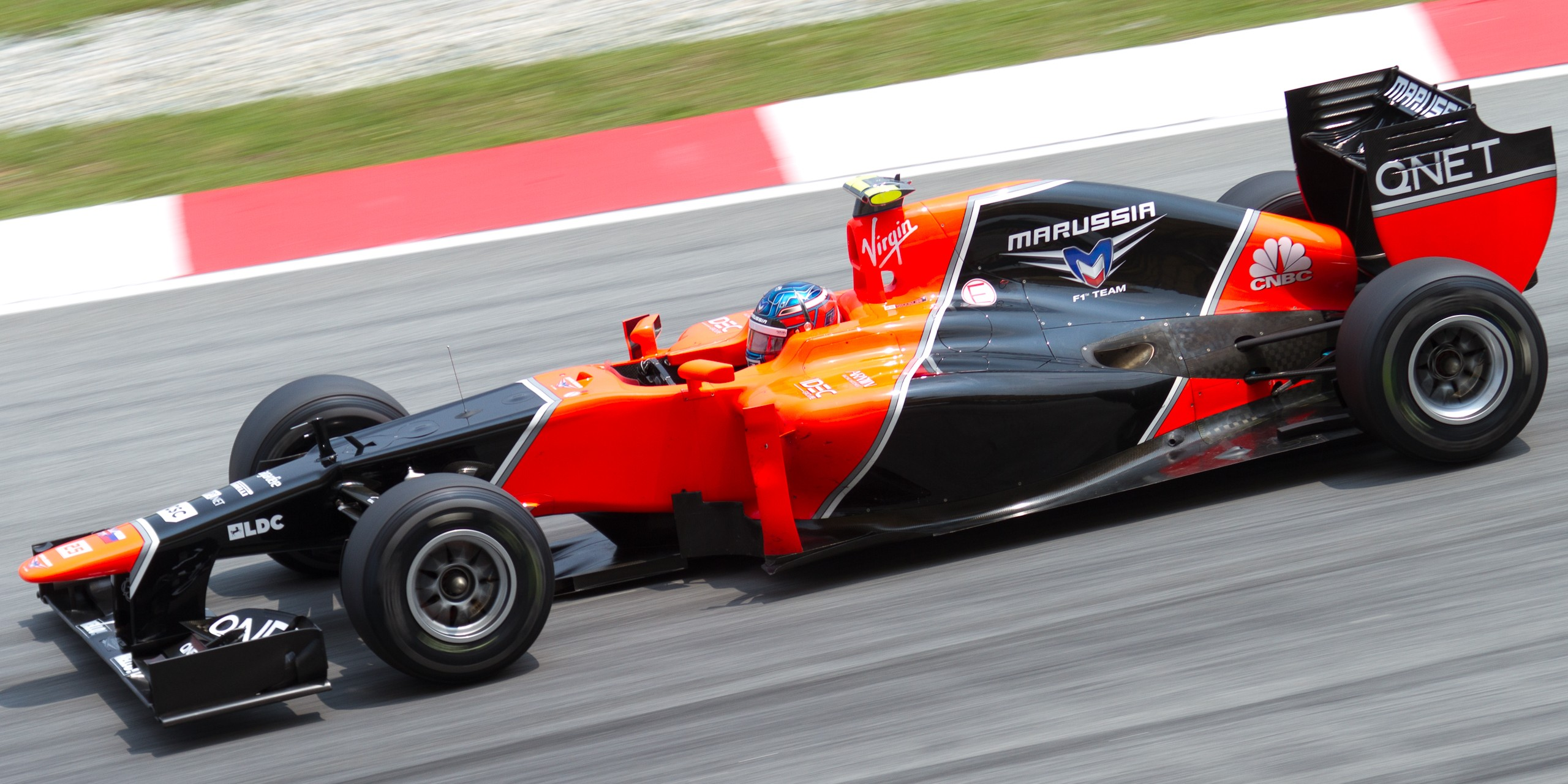
Pic a 2012-es maláj nagydíjon

Az első Formula–1-es versenyén az időmérőn a 21. helyett szerezte meg. A futamon a 15. helyre rangsorolták, mivel teljesítette a futam 90 százalékát. Egy héttel később a maláj nagydíjon az időmérőn a 22. helyet szerezte meg, megelőzve a két HRT-t. A futamon két helyett javítva a 20. helyen ért célba 2 kör hátrányban. A kínai nagydíj időmérőedzésén a 22. helyett szerezte meg, előtte csapattársa, Timo Glock végzett. A futamon 1 kör hátrányba ért célba csapattársa mögött a 20. helyen. A bahreini nagydíj kvalifikációján a 21. legjobb időt autózta megelőzve csapattársát, idén először. A futamon a 24. körben mechanikai hiba miatt kénytelen volt feladni a versenyt.

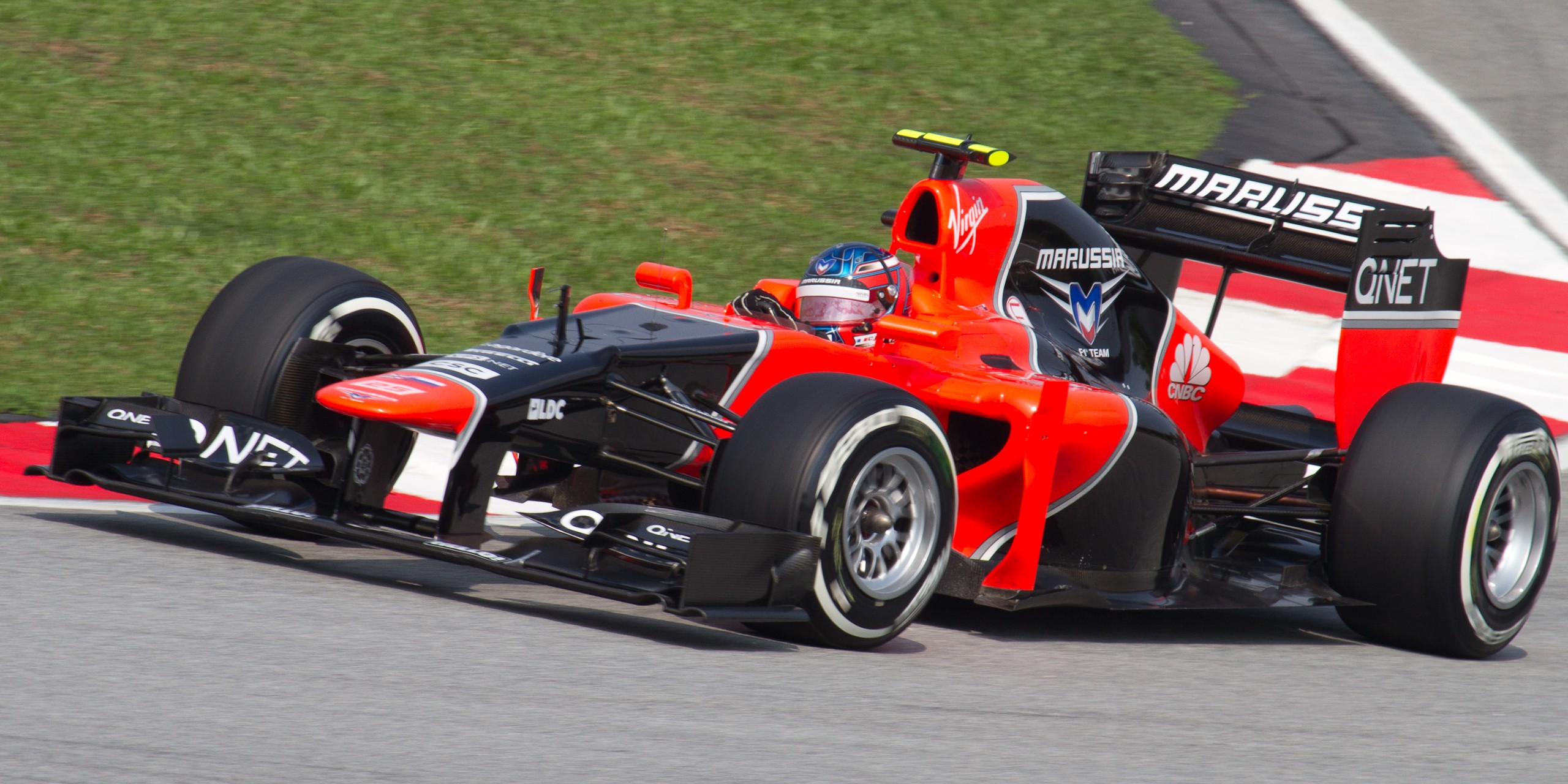
Pic a Virgin volánja mögött

A spanyol nagydíj időmérőedzésén a 21. helyett szerezte meg a rajtrácson, amivel maga mögé utasította csapattársát és a két Hispániát, de Lewis Hamilton büntetése miatt a 20. helyről vághat neki a futamnak. A futamon a 37. körben egy áthajtásos büntetést kapott, amiért nem vette figyelembe a kék zászlót és feltartotta Fernando Alonsót. Az 56. körben műszaki hiba miatt kénytelen volt feladni a versenyt. A monacói nagydíjon az időmérő edzésen a 22. rajtpozíciót szerezte meg. A másnapi futamon a 64. körben kipufogó meghibásodása miatt kénytelen volt feladnia a futamot. A kanadai nagydíj időmérő edzésén a 23. rajt pozíciót szerezte meg, megelőzve Narain Karthikeyant. A futamon a 20. helyen ért célba 3 kör hátrányban. Az európai nagydíjon a valenciai aszfaltcsíkon a 23. helyett szerezte meg az időmérőedzésen. A futamon Narain Karthikeyannal koccant össze, de komolyabb baleset nem történt belőle, végül a 15. helyen fejezte be a versenyt, amivel legjobb eredményét érte el Formula–1-es pályafutása alatt.

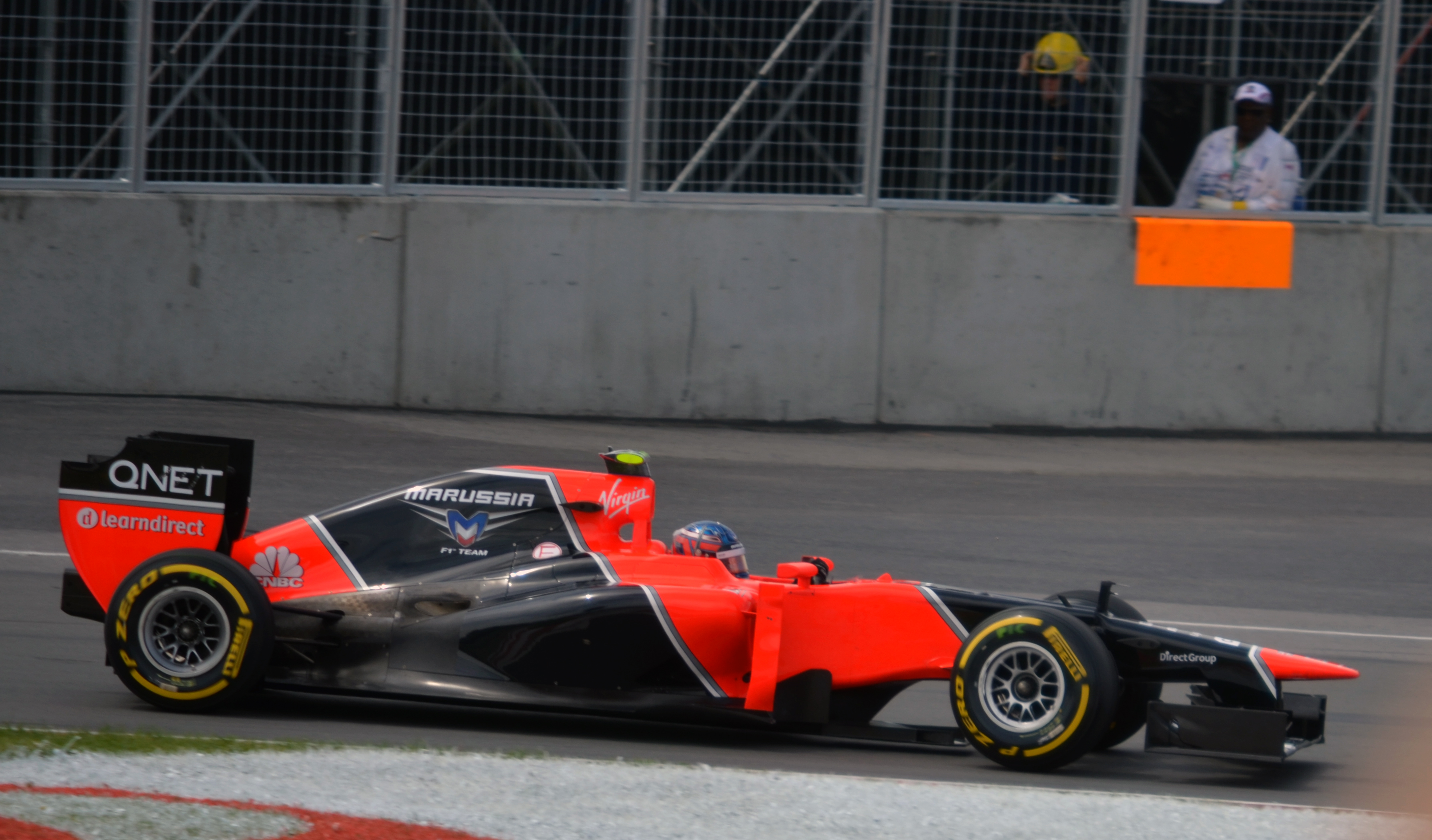
Pic a kanadai nagydíjon

A brit nagydíj időmérőjén az utolsó rajtkockát szerezte meg, így nem befolyásolta a rajtpozícióját a váltócsere miatt kiszabott öt helyes rajtbüntetése. A futamon a 19. helyett szerezte meg, egy kör hátrányban, megelőzve a két Hispániát. A német nagydíj időmérőjén a 20. rajtpozíciót szerezte meg, majd másnap a futamon is ezen a helyen végzett. A magyar nagydíjon a 21. rajtkockából rajtolt, megelőzve a szezon során nem először csapattársát, Timo Glockot. A futamon egy helyett javítva a 20. helyen ért célba 2 kör hátrányban, de csapattársa előtt. A belga nagydíj 2. szabadedzését megnyerte az esős körülmények között. Az időmérő edzésen a 23. helyett szerezte meg, de mivel Nico Rosberg váltócsere miatt büntetést kapott, így egy hellyel előrébb került. A másnapi versenyen a 16. helyen végzett, csapattársa mögött. Az olasz nagydíjon az időmérő edzésen a 20. helyről indult, köszönhetően Pastor Maldonado büntetésének is. A futamon a 16. helyen végzett, megelőzve csapattársát.

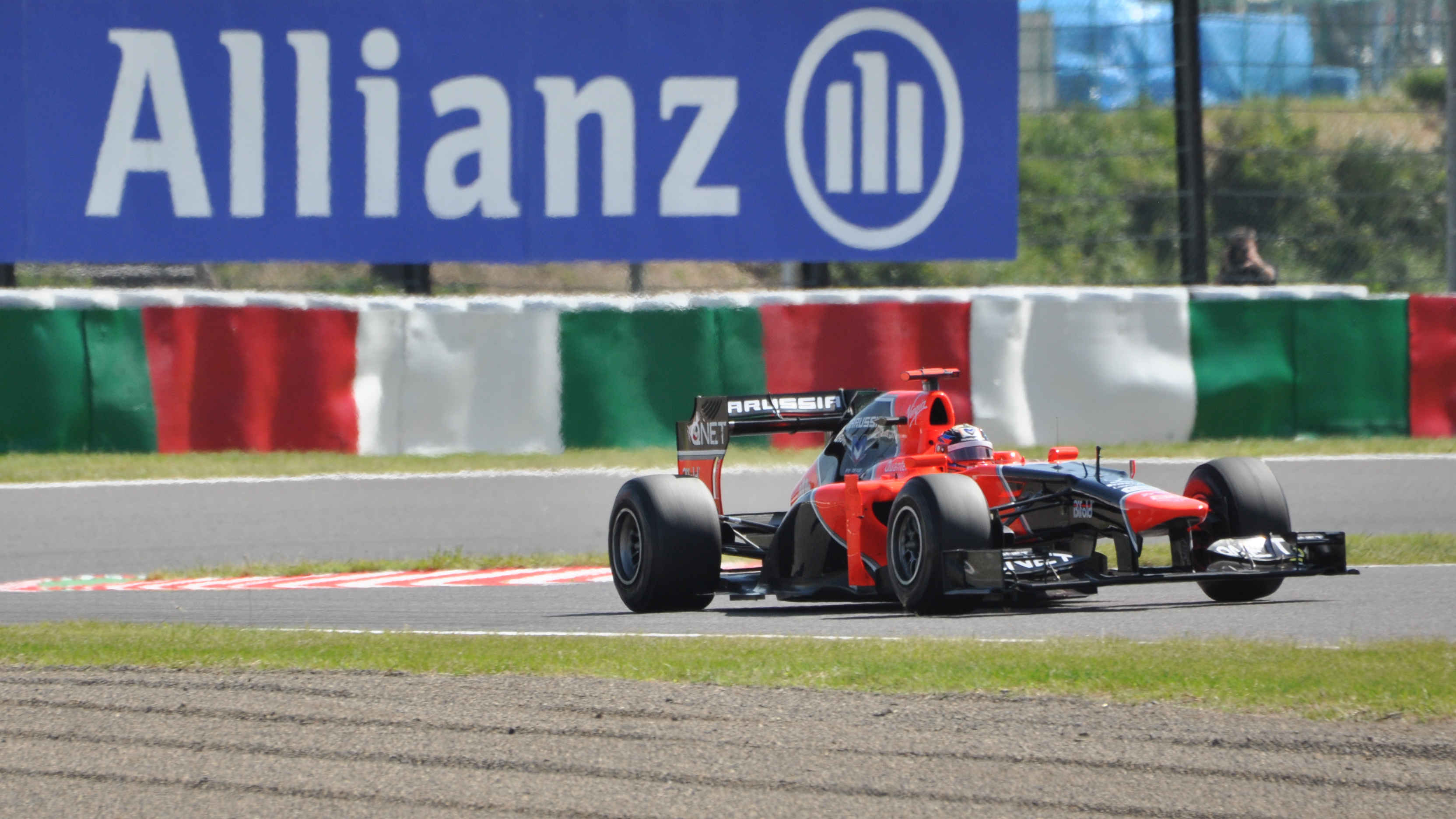
Pic a japán nagydíjon

A szingapúri versenyhétvégén a 22. rajtkockából rajtol, végül a 16. helyen intették le a futamon 1 kör hátrányban. Valamint 20 másodperces időbüntetést kapott, mert piros zászlós periódus alatt előzött az utolsó szabadedzésen. A japán nagydíj időmérőjén a 21. rajtkockát szerezte meg, majd a másnapi futamon a 42. körben technikai hiba miatt volt kénytelen feladni a versenyt. Koreában az időmérőedzésen a 21. rajtkockát szerezte meg, megelőzve csapattársát a szezon folyamán nem először, viszont tízhelyes rajtbüntetést kapott, mivel a szezon során már a 9. motort kezdte el használni, így végül az utolsó helyről rajtolhat el. A futamon végül a 19. helyen ért célba. Az indiai nagydíj kvalifikációján az utolsó rajtkockát szerezte meg. A futamon 1 kör hátrányban fejezte meg, de így is a 19. helyen ért célba csapattársát megelőzve. Az abu-dzabi-ban rendezett versenyhétvégén az időmérőn a 20. helyett szerezte meg megelőzve Timo Glock-ot, de előrébb került a rajtrácson Sebastian Vettel büntetése miatt a 19. helyre. A futamon kétszer is bejött a pályára a biztonsági autó, végül nem tudta befejezni a futamot. Az újonnan debütáló amerikai nagydíj kvalifikációján a 20. rajtpozíciót szerezte meg csapattársa Timo Glock mögött, míg a futamon is megtartotta ezt a pozíciót a verseny leintéséig. A szezon záró brazil nagydíj kvalifikációján a 22. rajtpozíciót szerezte meg. A futamon sokáig pontszerzési esélyei voltak, de végül a 12. helyen ért célba, ami a szezon során a legjobb helyezése volt.
A szezon során egy negatív rekord is került a neve mellé. Minden idők legtöbbet megelőzött pilótája lett a Formula–1-ben, miután egy több mint 20 éves rekord döntött meg. 1989-ben Modenát nem kevesebb, mint 68 alkalommal előzték meg a Brabham volánja mögött. Picet 70 alkalommal utasították maguk mögé a társak, mellyel egy új rekordot állított fel.

#### Caterham F1 (2013)

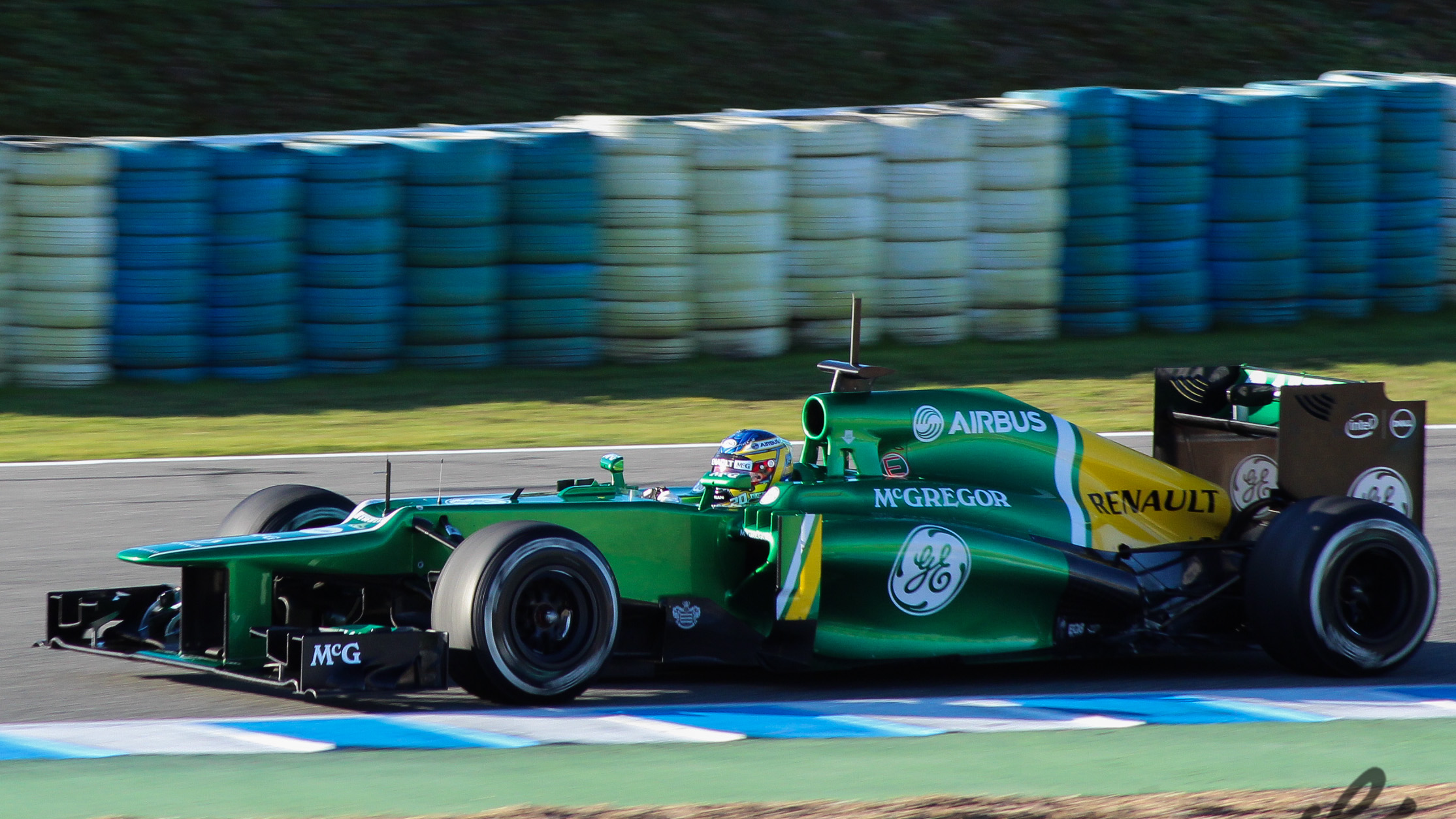
Pic a jerezi teszten.

2012. november 23-án hivatalosan is megerősíttették, hogy a Caterham F1 Team pilótája lesz a 2013-as szezontól. 2013. február 1-jén hivatalosan bejelentették, hogy az egykori GP2-es riválisa Giedo van der Garde lesz a csapattársa. Pic sajtószóvivője Shiatzy Chen lett.

##### 2013
A 2013-as szezon első időmérőedzésén az ausztrál nagydíjon az erős esőzés miatt fél órás csúszással kezdődött meg a kvalifikáció első része, ahol Pic az utolsó percekben gyors körén ráment a vizes fehér vonalra, megpördült, és a korlátnak ütközött és nem tudta tudta folytatni az edzést, így az utolsó, 22. rajtkockából indul a másnapi futamon. A sok csúszások miatt rásötétedett a mezőnyére és az egyre rosszabb körülmények miatt a versenyirányítás úgy döntött, hogy másnapra halasztja a kvalifikáció folytatását, amiben a francia pilóta már nem vesz részt. A futamot 2 kör hátrányban fejezte be a 16. helyen megelőzve csapattársát, aki a 18. helyen végzett. A maláj nagydíj kvalifikációján ismét nem jutott be a Q2-es szakaszban, de így is a 20. helyről rajtol, megelőzve csapattársát és Max Chiltont. A futamon már a 8. körben a boxban ütközött a Toro Rosso pilótájával Jean-Éric Vergne-vel, majd a 14. helyen fejezte be a futamot. A kínai nagydíj kvalifikációs edzésén a 21. rajtkockát szerezte meg, de Mark Webber büntetése miatt egy helyet előrébb lépett. A futamot Jules Bianchi mögött a 16. helyen fejezte be.

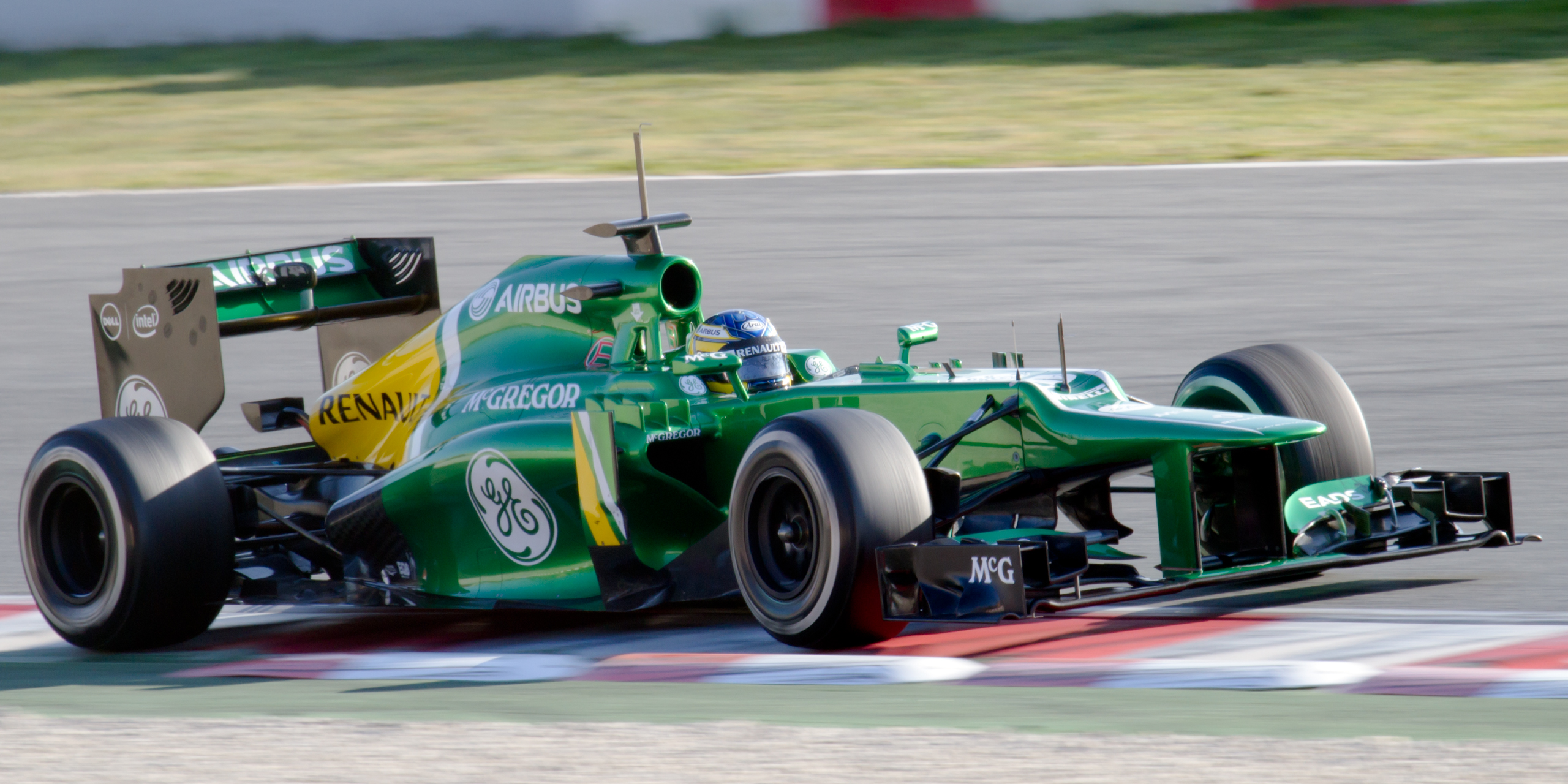
Pic a katalán teszten.

A bahreini nagydíj időmérő edzésén a 18. rajtpozíciót szerezte meg, megelőzve Jules Bianchit. A futamon a 17. helyen ért célba egy kör hátrányban. A szezon során először végzett mindkét Marussia előtt. Az első európai futamon a spanyol nagydíj hétvégén a kvalifikációs időmérőedzésen az utolsó rajtkockát szerezte meg, de a másnapi futamon a 17. helyen ért célba megelőzve a két Marussiát. A monacói versenyhétvégén az időmérőn a 18. rajtpozíciót szerezte meg, míg csapattársa 15. lett. A futamon a 9. körben a bokszutca bejáratában fekete füst jött ki autójából a sebességváltó meghibásodásából eredően, így ő lett az első kieső a versenyen. Két héttel később a kanadai nagydíjon a 18. helyről indult és a másnapi futamon szintén ezen a pozíción intették le. A brit nagydíj nagydíj hétvégén az időmérőn a 18. helyen végzett megelőzve Jules Bianchit, Giedo van der Gardet és Max Chiltont. A futamon a 15. helyen ért célba a Marussia pilótái és csapattársa előtt. Egy héttel később a német nagydíjon az időmérő edzésen a 19. rajtkockát szerezte meg, de később váltócsere miatt 5 helyes rajtbüntetést kapott, amivel az utolsó pozícióról indulhatott a versenyen. A futamon 1 kör hátrányban ért célba a 17. helyen, csapattársa előtt.
A magyar nagydíjon a 19. időt autózta, megelőzve csapattársát és a Marussia versenyzőit. A futamon a 15. helyen ért célba csapattársa, Giedo van der Garde mögött. A belga nagydíj szombati kaotikus, eltaktikázott időmérőjén az utolsó rajtkockát szerezte meg. A másnapi futamon a 8. körben olaj szivárgás miatt volt kénytelen feladni a versenyt. Az olasz versenyhétvégén a 20. indulási pozíciót szerezte meg, majd a másnapi futamon a 17. helyen ért célba egy kör hátrányban a futam győztes Sebastian Vettelhez képest. A szingapúri nagydíjon az időmérő edzésen a 19. rajtkockát érte el Pastor Maldonado mögött. A másnapi futamot szintén a 19. helyen fejezte be egy kör hátrányban. A koreai versenyhétvégén a 19. rajtkockát autózta meg, majd a másnapi futamon 14. helyen intették le. A következő versenyhétvégén a verseny első 5 körének valamelyikében át kell hajtania a bokszutcán, mert Koreához hasonlóan Japánban is figyelmen kívül hagyta a piros jelzést a bokszutcában. Az időmérőedzésen a Japán nagydíj rajtrácsának 20. kockáját szerezte meg. A futam elején a 2. körben letöltötte boxutcaáthajtásos büntetését. Két helyett javítva és egy kör hátrányban a 18. helyen végzett. Indiában csak a 21. rajtkockát érő időt érte el, majd a futamon technikai hiba miatt volt kénytelen idő előtt abbahagyni a versenyt.

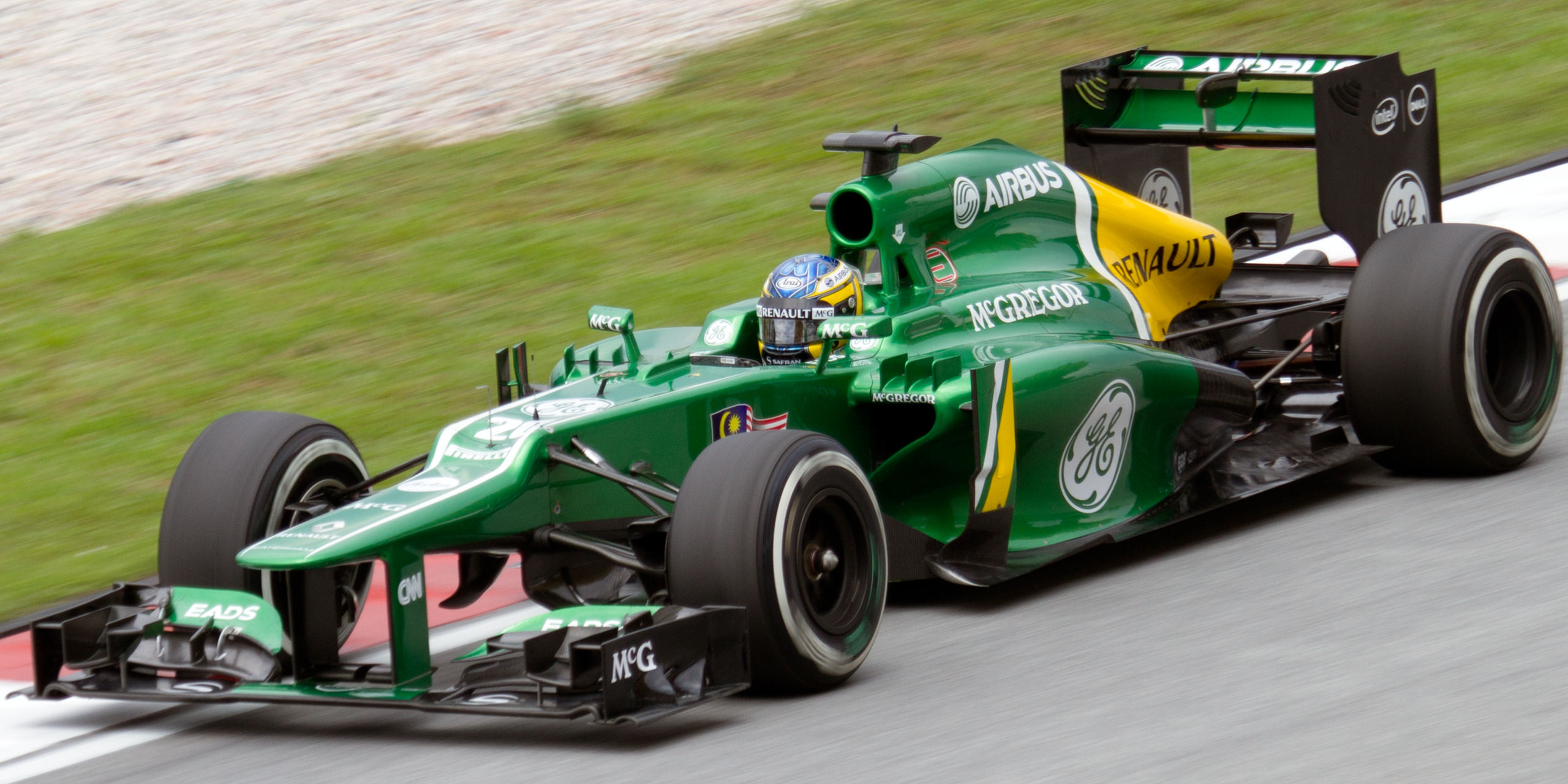
Pic a maláj nagydíjon

Abu-Dzsabiban az időmérőedzésen a 21. rajtkockát érte el, de mivel Jules Bianchit váltócsere miatt 5 helyes rajtbüntetéssel hátra sorolták és Kimi Räikkönent szabálytalan padlólemez miatt kizárták az időmérőről, így a 19. helyről rajtolhatott. A verseny alatt a csapat rászólt rádión, hogy engedje el csapattársát Giedo van der Gardet, mert gyorsabb nála, végül a versenyt a 19. helyen fejezte be 1 kör hátránnyal. Az amerikai nagydíj időmérőedzésén a 21. időt érte el, de mivel váltócsere miatt sújtották öthelyes rajtbüntetéssel, így a mezőny végéről startolhatott. A futamon alatt a 49. körben kapott boxutcai áthajtásos büntetést, mert figyelmen kívül hagyta a kék zászlós figyelmeztetést. A versenyt a 20. helyen fejezte be 1 kör hátrányban. A szezonzáró brazil nagydíjon a 19. rajtkockát érte el, de Sergio Pérez váltócseréje miatt a 18. helyről rajtolhatott a másnapi futamon. A verseny jelentős részét a mezőny végén autózta majd a 61. körben eltört a felfüggesztése és kiesett a versenyből. A szezont az összetettben a 19. helyen zárta a Marussia F1 Team pilótája Jules Bianchi előtt.

#### Lotus F1 Team (2014-)
2014. február 20-án bejelentették, hogy a Lotus F1 Team harmadik pilótája lesz a 2014-es szezonra.

## Eredményei

### Karrier összefoglaló
| Szezon  | Bajnokság                      | Csapat              | Verseny     | Győzelem    | Pole        | Leggyorsabb kör | Dobogó      | Pont        | Helyezés    |             |
| ------- | ------------------------------ | ------------------- | ----------- | ----------- | ----------- | --------------- | ----------- | ----------- | ----------- | ----------- |
| 2006    | Formula Renault Campus Francia | La Filière          | 13          | 1           | 2           | ?               | 8           | 162         | 3.          |             |
| 2007    | Eurocup Formula Renault 2.0    | SG Formula          | 14          | 1           | 2           | 1               | 6           | 88          | 3.          |             |
| 2007    | Francia Formula Renault 2.0    | SG Formula          | 13          | 0           | 1           | 0               | 4           | 69          | 4.          |             |
| 2008    | Formula Renault 3.5 Series     | Tech 1 Racing       | 17          | 2           | 1           | 2               | 4           | 69          | 6.          |             |
| 2009    | Formula Renault 3.5 Series     | Tech 1 Racing       | 16          | 2           | 2           | 3               | 3           | 94          | 3.          |             |
| 2009–10 | GP2 Asia Series                | Arden International | 8           | 1           | 1           | 0               | 2           | 18          | 5.          |             |
| 2010    | GP2                            | Arden International | 20          | 1           | 1           | 0               | 2           | 28          | 10.         |             |
| 2011    | GP2 Asia Series                | Barwa Addax Team    | 4           | 0           | 0           | 0               | 0           | 0           | 18.         |             |
| 2011    | GP2                            | Barwa Addax Team    | 18          | 2           | 3           | 0               | 5           | 52          | 4.          |             |
| 2012    | Formula–1                      | Marussia            | 20          | 0           | 0           | 0               | 0           | 0           | 21.         |             |
| 2013    | Formula–1                      | Caterham            | 19          | 0           | 0           | 0               | 0           | 0           | 20.         |             |
| 2014    | Formula–1                      | Lotus F1 Team       | Tesztpilóta | Tesztpilóta | Tesztpilóta | Tesztpilóta     | Tesztpilóta | Tesztpilóta | Tesztpilóta | Tesztpilóta |
| 2014–15 | Formula E                      | Andretti Autosport  | 1           | 0           | 0           | 0               | 0           | 16          | 18.         |             |
| 2014–15 | Formula E                      | China Racing        | 4           | 0           | 0           | 0               | 0           | 16          | 18.         |             |

### Teljes Formula Renault 3.5 Series eredménylistája
(Táblázat értelmezése)

(Félkövér: pole-pozícióból indult; dőlt: leggyorsabb kört futott) 

| Év   | Csapat        | 1        | 2       | 3        | 4        | 5       | 6        | 7        | 8        | 9       | 10       | 11       | 12      | 13      | 14       | 15      | 16       | 17       | Helyezés | Ponz |
| ---- | ------------- | -------- | ------- | -------- | -------- | ------- | -------- | -------- | -------- | ------- | -------- | -------- | ------- | ------- | -------- | ------- | -------- | -------- | -------- | ---- |
| 2008 | Tech 1 Racing | MNZ 1 9  | MNZ 2 3 | SPA 1 Ki | SPA 2 12 | MON 1   | SIL 1 15 | SIL 2 13 | HUN 1 18 | HUN 2 9 | NÜR 1 Ki | NÜR 2 12 | LMS 1   | LMS 2 6 | EST 1 Ki | EST 2   | CAT 1 8  | CAT 2 8  | 6.       | 69   |
| 2009 | Tech 1 Racing | CAT 1 Ni | CAT 2 6 | SPA 1 4  | SPA 2 Ki | MON 1 9 | HUN 1 11 | HUN 2 8  | SIL 1 7  | SIL 2 1 | LMS 1 6  | LMS 2 Ki | ALG 1 4 | ALG 2   | NÜR 1 6  | NÜR 2 1 | ARA 1 13 | ARA 2 11 | 3.       | 94   |

### Teljes GP2-es eredménylistája
(Táblázat értelmezése)

(Félkövér: pole-pozícióból indult; dőlt: leggyorsabb kört futott) 

| Év   | Csapat              | 1         | 2         | 3          | 4          | 5          | 6          | 7          | 8          | 9          | 10         | 11        | 12          | 13         | 14         | 15         | 16         | 17         | 18         | 19         | 20         | Helyezés | Pont |
| ---- | ------------------- | --------- | --------- | ---------- | ---------- | ---------- | ---------- | ---------- | ---------- | ---------- | ---------- | --------- | ----------- | ---------- | ---------- | ---------- | ---------- | ---------- | ---------- | ---------- | ---------- | -------- | ---- |
| 2010 | Arden International | ESP FEA 1 | ESP SPR 7 | MON FEA 11 | MON SPR 7  | TUR FEA Ki | TUR SPR Ni | VAL FEA 6  | VAL SPR 5  | GBR FEA 10 | GBR SPR 8  | GER FEA 3 | GER SPR 17  | HUN FEA 11 | HUN SPR 9  | BEL FEA 4  | BEL SPR Ki | ITA FEA 11 | ITA SPR 8  | UAE FEA 20 | UAE SPR 11 | 10.      | 28   |
| 2011 | Barwa Addax Team    | TUR FEA 7 | TUR SPR 4 | ESP FEA 1  | ESP SPR 19 | MON FEA 8  | MON SPR 1  | VAL FEA Ki | VAL SPR Ki | GBR FEA 11 | GBR SPR 10 | GER FEA 2 | GER SPR Kiz | HUN FEA 2  | HUN SPR 13 | BEL FEA Ki | BEL SPR 19 | ITA FEA 2  | ITA SPR Ki |            |            | 4.       | 52   |

### Teljes GP2 Asia eredménylistája
(Táblázat értelmezése)

(Félkövér: pole-pozícióból indult; dőlt: leggyorsabb kört futott) 

| Év      | Csapat              | 1           | 2           | 3           | 4          | 5          | 6          | 7          | 8           | Helyezés | Pont |
| ------- | ------------------- | ----------- | ----------- | ----------- | ---------- | ---------- | ---------- | ---------- | ----------- | -------- | ---- |
| 2009–10 | Arden International | UAE1 FEA Ki | UAE1 SPR 15 | UAE2 FEA 10 | UAE2 SPR 8 | BHR1 FEA 5 | BHR1 SPR 1 | BHR2 FEA 3 | BHR2 SPR 19 | 5.       | 18   |
| 2011    | Barwa Addax Team    | UAE FEA 9   | UAE SPR 21  | SMR FEA 21  | SMR SPR 11 |            |            |            |             | 18.      | 0    |

### Teljes Formula–1-es eredménysorozata
(Táblázat értelmezése)

(Félkövér: pole-pozícióból indult; dőlt: leggyorsabb kört futott) 

| Év   | Csapat   | 1       | 2      | 3      | 4      | 5      | 6      | 7      | 8      | 9      | 10     | 11     | 12     | 13     | 14     | 15     | 16     | 17     | 18     | 19     | 20     | Helyezés | Pont |
| ---- | -------- | ------- | ------ | ------ | ------ | ------ | ------ | ------ | ------ | ------ | ------ | ------ | ------ | ------ | ------ | ------ | ------ | ------ | ------ | ------ | ------ | -------- | ---- |
| 2012 | Marussia | AUS 15† | MAL 20 | CHN 20 | BHR Ki | ESP Ki | MON Ki | CAN 21 | EUR 15 | GBR 19 | GER 20 | HUN 20 | BEL 16 | ITA 16 | SIN 16 | JPN Ki | KOR 19 | IND 19 | UAE Ki | USA 20 | BRA 12 | 21.      | 0    |
| 2013 | Caterham | AUS 16  | MAL 14 | CHN 16 | BHR 17 | ESP 17 | MON Ki | CAN 18 | GBR 15 | GER 17 | HUN 15 | BEL Ki | ITA 17 | SIN 19 | KOR 14 | JPN 18 | IND Ki | UAE 19 | USA 20 | BRA Ki |        | 20.      | 0    |
| 2014 | Lotus    | AUS     | MAL    | BHR    | CHN    | ESP    | MON    | CAN    | AUT    | GBR    | GER    | HUN    | BEL    | ITA Tp | SIN    | JPN    | RUS    | USA    | BRA    | UAE    |        | —        | —    |

† A versenyt nem fejezte be, de helyezését értékelték, mert a versenytáv több, mint 90%-át teljesítette.

### Teljes Formula E eredménylistája
| Év      | Csapat             | 1     | 2   | 3   | 4   | 5      | 6      | 7     | 8      | 9   | 10  | 11  | Helyezés | Pont |
| ------- | ------------------ | ----- | --- | --- | --- | ------ | ------ | ----- | ------ | --- | --- | --- | -------- | ---- |
| 2014-15 | Andretti Autosport | BEI 4 | PUT | PDE | BUE |        |        |       |        |     |     |     | 18.      | 16   |
| 2014-15 | NEXTEV TCR         |       |     |     |     | MIA 17 | LBH 16 | MON 8 | BER 16 | MOS | LON | LON | 18.      | 16   |